# Chrysocharis aluta
Chrysocharis aluta är en stekelart som beskrevs av Yoshimoto 1973. Chrysocharis aluta ingår i släktet Chrysocharis och familjen finglanssteklar. Inga underarter finns listade i Catalogue of Life.